# Episodi de Gli invincibili (prima stagione)
La prima stagione della serie televisiva Gli invincibili (The Protectors) è stata trasmessa in anteprima nel Regno Unito dalla ATV tra il 29 settembre 1972 e il 30 marzo 1973.
In Italia è stata trasmessa per quattordici episodi su Rai 1 dal 23 febbraio al 14 marzo 1979 e per i rimanenti dodici episodi su Canale 5 dal 15 settembre 1980 al 10 luglio 1981, proponendoli alla rinfusa e non nell'ordine originale della trasmissione britannica.
| nº | n° prod. | Titolo originale                               | Titolo italiano                                   | Prima TV UK       | Prima TV Italia   |
| -- | -------- | ---------------------------------------------- | ------------------------------------------------- | ----------------- | ----------------- |
| 1  | 1        | 2.000 Feet to Die                              | Duemila piedi per morire                          | 29 settembre 1972 | 15 settembre 1980 |
| 2  | 2        | Brother Hood                                   | Spirito fraterno                                  | 6 ottobre 1972    | 16 settembre 1980 |
| 3  | 10       | See No Evil                                    | Non vedere il male                                | 13 ottobre 1972   | 2 luglio 1981     |
| 4  | 3        | Disappearing Trick                             | Il trucco della sparizione                        | 20 ottobre 1972   | 1º luglio 1981    |
| 5  | 26       | Ceremony for the Dead                          | Una questione politica                            | 27 ottobre 1972   | 10 luglio 1981    |
| 6  | 25       | It Was All Over in Leipzig                     | Tutto finì a Lipsia                               | 3 novembre 1972   | 28 febbraio 1979  |
| 7  | 5        | The Quick Brown Fox                            | La veloce volpe bruna                             | 10 novembre 1972  | 22 febbraio 1979  |
| 8  | 12       | King Con                                       | I pifferi di montagna                             | 17 novembre 1972  | 27 febbraio 1979  |
| 9  | 14       | Thinkback                                      | Allucinazione                                     | 24 novembre 1972  | 7 marzo 1979      |
| 10 | 8        | A Kind of Wild Justice                         | La legge del taglione                             | 1º dicembre 1972  | 1º marzo 1979     |
| 11 | 11       | Balance of Terror                              | L'equilibrio del terrore                          | 8 dicembre 1972   | 8 luglio 1981     |
| 12 | 7        | Triple Cross                                   | Triplo gioco                                      | 15 dicembre 1972  | 19 marzo 1979     |
| 13 | 6        | The Numbers Game                               | Il gioco dei numeri                               | 29 dicembre 1972  | 26 febbraio 1979  |
| 14 | 18       | For the Rest of Your Natural...                | Fino al termine dei tuoi giorni                   | 5 gennaio 1973    | 3 luglio 1981     |
| 15 | 19       | The Bodyguards                                 | Guardie del corpo                                 | 12 gennaio 1973   | 9 marzo 1979      |
| 16 | 22       | A Matter of Life and Death                     | Una questione di vita o di morte                  | 19 gennaio 1973   | 3 marzo 1979      |
| 17 | 13       | The Big Hit                                    | Colpo grosso                                      | 26 gennaio 1973   | 6 marzo 1979      |
| 18 | 9        | One And One Makes One                          | Uno più uno fa uno                                | 2 febbraio 1973   | 24 febbraio 1979  |
| 19 | 20       | Talkdown                                       | Atterraggio pilotato                              | 9 febbraio 1973   | 11 ottobre 1980   |
| 20 | 24       | Vocal                                          | La trappola vocale                                | 16 febbraio 1973  | 9 luglio 1981     |
| 21 | 17       | ...With a Little Help from My Friends          | Con un po' di aiuto da parte dei miei amici       | 23 febbraio 1973  | 2 marzo 1979      |
| 22 | 16       | Chase                                          | L'inseguimento                                    | 2 marzo 1973      | 20 settembre 1980 |
| 23 | 4        | Your Witness                                   | Testimone d'accusa                                | 9 marzo 1973      | 23 febbraio 1979  |
| 24 | 23       | It Could Be Practically Anywhere on the Island | Potrebbero essere praticamente ovunque sull'isola | 16 marzo 1973     | 14 marzo 1979     |
| 25 | 15       | The First Circle                               | Il primo cerchio                                  | 23 marzo 1973     | 6 luglio 1981     |
| 26 | 21       | A Case for the Right                           | Un caso per la destra                             | 30 marzo 1973     | 23 settembre 1980 |

## Duemila piedi per morire
- Titolo originale: 2.000 Feet to Die
- Diretto da: John Hough
- Scritto da: Terence Feeley

### Trama
Alcuni scienziati che hanno fatto ricerche sull'oro sintetico muoiono misteriosamente, e soltanto uno di loro è sopravvissuto. Chiede quindi aiuto ad Harry, alla contessa Contini e a Paul, e loro lo raggiungono sul set di un film dove è prevista una scena piuttosto pericolosa: gettarsi da un aereo con il paracadute.
- Altri interpreti: Harvey Hall (Freddie Reiwald), Nicholas Jones (Ransome), Jacqueline Stanbury (Susan), Paul Stassino (capitano Carozza), John Scott (impiegato del servizio civile), Joe Dunne (malvivente), Lewis Alexander, Pauline Chamberlain, Aileen Lewis, Guy Standeven (ospiti al party della contessa)

## Spirito fraterno
- Titolo originale: Brother Hood
- Diretto da: Don Chaffey
- Scritto da: John Goldsmith

### Trama
Un industriale ungherese contatta Harry, Paul e la contessa Contini per aiutarlo a liberare suo fratello, un'idealista imprigionato in un'isoletta del Mediterraneo. Harry, dapprima riluttante, viene convinto dalla moglie dell'industriale, e mentre organizzano la fuga scoprono che quest'ultimo si è arricchito con metodi poco puliti.
- Altri interpreti: Vladek Sheybal (Sandor Karoleon), Patrick Troughton (Bela Karoleon), Jill Balcon (Maria Karoleon), John Cazabon (Heller), Robert Brown (il governatore), Leon Lissed (Pannides)

## Non vedere il male
- Titolo originale: See No Evil
- Diretto da: Jeremy Summers
- Scritto da: Donald Johnson

### Trama
Caroline ed Harry giungono a Roma, incaricati di proteggere un senatore che lotta contro il crimine organizzato. Trovato stordito dentro un bar, scoprono che è in possesso di fotografie compromettenti, che verranno rese pubbliche se continua nei suoi intenti. Soltanto un uomo cieco è in grado di risolvere il caso, ma quando Caroline si mette sulle sue tracce un terrorista tenta di ucciderla.
- Altri interpreti: James Bolam (Max), Alan Webb (il cieco), Al Mancini (il cameriere), Leonard Sachs (il senatore), Philip Hinton (Mario), Carlo Delle Piane (il terrorista), Anthony Haygarth (l'autista)

## Il trucco della sparizione
- Titolo originale: Disappearing Trick
- Diretto da: Jeremy Summers
- Scritto da: Brian Clemens

### Trama
A Parigi Caroline, Harry e Paul accettano l'offerta del figlio di un milionario che vuole fuggire dalla Francia per cambiare identità in un altro paese. La contessa lo aiuta nel suo intento, ma quando Harry e Paul scoprono che l'uomo è un depresso con manie omicide, cercano di fermarli con tutti i mezzi.
- Altri interpreti: Derren Nesbitt (Brad Huron), David Bauer (Carl Huron), Chris Malcolm (Malloy), Don Henderson (Walters), Michael De Costa (il barista), David Calderisi (il meccanico)

## Una questione politica
- Titolo originale: Ceremony for the Dead
- Diretto da: Jeremy Summers
- Scritto da: Donald James

### Trama
La moglie di un presidente, che essendo malato necessita di cure, ingaggia Harry, Caroline e Paul per scortarlo nel suo trasferimento all'ospedale. Nonostante abbiano un piano considerato infallibile, l'uomo politico viene lo stesso rapito.
- Altri interpreti: Toby Robins (Madame Rue), Stanley Lebor (Medina), Charles Thake (l'ispettore di Polizia), Robert Sessions (lo skipper), Jenny Lee Wright (Julie)

## Tutto finì a Lipsia
- Titolo originale: It Was All Over in Leipzig
- Diretto da: Don Chaffey
- Scritto da: Donald James

### Trama
Harry, Caroline e Paul sono chiamati ad indagare su un colpo di Stato dietro al quale si sospetta ci sia un uomo molto influente e ricco. La contessa segue questa traccia accanto a un investigatore privato, e quando Harry e Paul scoprono che loro due hanno avuto in passato una relazione, decidono di seguirli a loro volta per prevenire un'eventuale ritorno di fiamma.
- Altri interpreti: Ron Randell (Jim Palmer), Paul Weston (Lintar), Phil Brown (Adam Markos), Diane Mercer (Maria), Tanya Bayona (la donna con la carrozzina)

## La veloce volpe bruna
- Titolo originale: The Quick Brown Fox
- Diretto da: Don Chaffey
- Scritto da: Donald James

### Trama
Harry, Caroline e Paul devono rintracciare il finanziatore di cinque nazisti fuggiti all'estero e ricercati per crimini di guerra. I sospetti si concentrano su un fuoriuscito in Spagna, ma quando una sua lettera viene intercettata, scoprono che il suo contenuto è una frase che le dattilografe utilizzano per esercitarsi con la macchina per scrivere.
- Altri interpreti: Morris Perry (Hans Keller), Mark Malicz (Osuna), Anna Matisse (Helga), Angie Grant (Monica), Christopher Benjamin (il banchiere), Kenneth Hendal (l'ufficiale spagnolo)

## I pifferi di montagna
- Titolo originale: King Con
- Diretto da: Jeremy Summers
- Scritto da: Tom Barwick

### Trama
Un'icona di altissimo valore è oggetto di una truffa ordita da un signore fintosi innamorato di un'amica di Caroline. La contessa chiede aiuto ad Harry e Paul poiché il suo piano per incastrarlo e farlo arrestare è di essere la prossima vittima del truffatore.
- Altri interpreti: Anton Rodgers (Sutherland), Peter Cellier (il banditore d'asta), Michael Da Costa (Emil), Izabella Teleżyńska (Irena), Ronald Lacey (Cribbs), Brian Worth (il venditore)

## Allucinazione
- Titolo originale: Thinkback
- Diretto da: Cyril Frankel
- Scritto da: Brian Clemens

### Trama
A causa di un colpo di sonno, Harry e Caroline sbandano con l'auto e hanno un incidente dove Harry rimane gravemente ferito. Risvegliatosi in ospedale, assistito da un'infermiera, quando chiede di Caroline lei ribatte che Harry è in preda ad allucinazioni; in auto non c'era nessuno. Quando alcuni poliziotti arrivano per interrogarlo, Harry si accorge che il luogo dove è ricoverato non è un vero ospedale.
- Altri interpreti: Ian Hendry (Ispettore Wilson), Penny Sugg (l'infermiera), Donald Burton (il dottore), Keith Bell (Sergente Peters), James Culliford (Ginter), Geoffrey Morris (Dilling)

## La legge del taglione
- Titolo originale: A Kind of Wild Justice
- Diretto da: Jeremy Summers
- Scritto da: Donald James

### Trama
Harry riesce a sfuggire a due agguati, orditi sempre dalla stessa persona, la figlia di un individuo imprigionato dallo stesso Harry diverso tempo prima. Lei ha sempre considerato suo padre un uomo onesto, ma Harry, per provarle il contrario, la porta a fare conoscenza dei suoi amici.
- Altri interpreti: Patrick O'Connell (Reagan), Anna Palk (Kate Lindeman), Kubi Chaza (Jill), Barry Stanton (Soaper), Paul Freeman (il meccanico), Brian Jackson (il contabile), Lewis Jones (il proprietario della clinica)
- Nota. Nell'episodio, ambientato a Londra, compare per la prima volta il cane di Harry Rule, Gus, uno spinone italiano che è sempre presente nella sigla di apertura della serie.

## L'equilibrio del terrore
- Titolo originale: Balance of Terror
- Diretto da: Don Chaffey
- Scritto da: John Goldsmith

### Trama
Un professore sovietico, a Londra per una serie di conferenze, scompare misteriosamente. Un colonnello del KGB incarica Harry, Caroline e Paul di ritrovarlo, poiché costui aveva creato una micidiale arma batteriologica e, per dimostrare le conseguenze di una simile arma, voleva contaminare le acque di Londra.
- Altri interpreti: Nigel Green (colonnello Krassinkov), Laurence Naismith (professor Schelpin), Janos Kurucz (un emissario del KGB), Angus Lennie (Grodny), Milos Kirek (il delegato sovietico), Barry Warren (il portiere dell'hotel)

## Triplo gioco
- Titolo originale: Triple Cross
- Diretto da: John Hough
- Scritto da: Lew Davidson

### Trama
Un collezionista di gemme rapisce Harry, Paul e la contessa Caroline per convincerli a fare da scorta a un carico di preziosi in arrivo da Amsterdam rubato da un ladro di gioielli. Una volta giunti nella villa del collezionista, Harry e Caroline scoprono che i suoi piani sono cambiati: infatti Paul, legato accanto a un esplosivo, rischia di saltare in aria con un comando a distanza.
- Altri interpreti: John Neville (Charlie), Bill Stewart (l'uomo del garage), Angharad Rees (la ragazza di Charlie), Peter Bowles (Kofax), John Barrard (l'esperto di gemme), Del Henney (il detective)

## Il gioco dei numeri
- Titolo originale: The Numbers Game
- Diretto da: Don Chaffey
- Scritto da: Ralph Smart

### Trama
Harry e Caroline hanno l'incarico di ritrovare una ragazza scappata da casa e scoprono che lei per lavoro fa la telefonista. Comunica periodicamente alcuni numeri, che si rivelano essere un codice segreto indicante il luogo della consegna di una partita di droga e si trovano a cercare di sgominare una pericolosa banda dedita al traffico di stupefacenti.
- Altri interpreti: Margareta Lee (Susan), Henry McGee (Frank), Frederick Treves (Sir Walter), George Innes (Luigi), Richard Easton (Savage), Peter Arne (Giocovetti)

## Fino al termine dei tuoi giorni
- Titolo originale: For the Rest of Your Natural...
- Diretto da: John Hough
- Scritto da: Tony Barwick

### Trama
Un malvivente evade di prigione e medita di vendicarsi sulla persona che lo ha fatto finire in carcere, Caroline. La rapisce e organizza nella sua casa un finto tribunale con giudici e giuria, accusandola di tradimento per la sua testimonianza e condannandola a morte. Paul ed Harry, compreso che si tratta dei deliri di un pazzo, ingaggiano una corsa contro il tempo per cercare di salvarla.
- Altri interpreti: Norman Rodway (Colin Grant), Damien Thomas (l'uomo con la barba), Kenneth Gilbert (il detective), Susan Travers (l'amica di Suki)

## Guardie del corpo
- Titolo originale: The Bodyguards
- Diretto da: Don Chaffey
- Scritto da: Dennis Spooner

### Trama
Harry, Caroline e Paul vengono ingaggiati da un ispettore per fare da guardie del corpo di un rapinatore di banche. Scoprono che lui in realtà è deceduto, e il vero scopo dell'investigatore è dare la caccia ai suoi complici: diffondendo la notizia della sua scomparsa, cerca di farli uscire allo scoperto.
- Altri interpreti: Ken Watson (Ispettore Newman), Freddie Jones (Robard), Manning Redwood (Mason), Harry Hutchinson (il maggiordomo)

## Una questione di vita o di morte
- Titolo originale: A Matter of Life and Death
- Diretto da: Don Chaffey
- Scritto da: Donald James

### Trama
Harry, Caroline e Paul, arrivati nell'Africa del nord, indagano su diversi strani incidenti stradali dove muoiono dissanguati diversi ragazzi hippy a causa di ritardi sospetti nei soccorsi. Scoprono che a tirare le fila di tutto è un'organizzazione capitanata da un trafficante australiano; per risolvere il caso, Harry e Paul devono scoprire l'oggetto dei suoi loschi traffici.
- Altri interpreti: Patrick Allen (James Leroy Mallory), Maxwell Shaw (Baruna), Barrie Houghton (Goran), Julie Crosthwaite (la ragazza di Mallory), Cyril Shapps (il dottore)

## Colpo grosso
- Titolo originale: The Big Hit
- Diretto da: Roy Ward Baker
- Scritto da: Donald James

### Trama
Mentre la contessa Contini, abile fiorettista, sfugge a un tentativo di omicidio, e Paul evita anch'esso la morte per mano di una donna sua ultima fiamma, i due dopo lo scampato pericolo giungono a casa di Harry per metterlo al corrente della situazione. Scoprono che è stato rapito da un malvivente senza troppi scrupoli, incaricato di fargli confessare i nomi di tutti gli agenti segreti della loro organizzazione per ucciderli.
- Altri interpreti: Derek Smith (Jasin Howard), Arthur Howell (l'insegnante di scherma), Bob Anderson (l'assassino), Morag Hood (Suzanne), Tony Bateman (il barista), Carl Rigg, Phil Woods (due uomini di Howard)
- Nota: Le immagini dell'episodio sono state utilizzate nella storica sigla iniziale britannica.

## Uno più uno fa uno
- Titolo originale: One And One Makes One
- Diretto da: Don Chaffey
- Scritto da: Jesse Lasky e Pat Lasky

### Trama
Harry, Caroline e Paul vengono ingaggiati per rintracciare un agente canadese tenuto prigioniero a Parigi. Quando trovano il luogo della prigionia, non c'è più nessuno. L'agente è stato ricoverato in una clinica ed Harry e Paul simulano un incidente stradale per farsi ricoverare. Una volta dentro, scoprono che lui è stato sottoposto a un'operazione di chirurgia plastica per fargli assumere i connotati di una pericolosa spia sovietica.
- Altri interpreti: Michael Gough (Shkoder), Georgia Brown (Maria Ghardala), Anthony Stamboulieh (Yanos), Neil McCallum (Bennett), Christopher Dunham (Kramer)

## Atterraggio pilotato
- Titolo originale: Talkdown
- Diretto da: Jeremy Summers
- Scritto da: Jesse Lasky, Pat Lasky

### Trama
Harry viene attirato in una trappola su un aereo da un malvivente che vuole simulare la sua morte in modo da fargli scontare una lunga pena detentiva al posto suo. Harry non sa pilotare un aereo e Paul da terra deve cercare di guidarlo a fare un tranquillo atterraggio e, nello stesso momento, rintracciare le prove della colpevolezza del malvivente.
- Altri interpreti: Derren Nesbitt (Colin Foster), John Joyce (controllore del traffico aereo), John Nettleton (ispettore Hill), William Moore (uomo al poligono)

## La trappola vocale
- Titolo originale: Vocal
- Diretto da: Cyril Frankel
- Scritto da: Brian Clemens

### Trama
Due pericolosi trafficanti di droga, che sono sfuggiti a tutti i tentativi di arresto perché nessuno ha mai visto i loro volti, feriscono agli occhi Paul, l'unico ad averli riconosciuti e a poter testimoniare il loro misfatto durante un agguato. Imprigionato, i due assoldano un imitatore per far credere a Paul di trovarsi di fronte ad Harry e fargli ricostruire gli eventi di quella serata, distorcendo però i fatti in maniera che sia proprio Paul il colpevole.
- Altri interpreti: David Buck (Azon), Ian Hogg (Gregg), Shane Rimmer (Vickers)

## Con un po' di aiuto da parte dei miei amici
- Titolo originale: ...With a Little Help from My Friends
- Diretto da: Jeremy Summers
- Scritto da: Sylvia Anderson

### Trama
La moglie separata di Harry lo raggiunge a casa per avvertirlo che il loro bambino è stato rapito da parte di terroristi mediorientali. Harry, Caroline e Paul devono organizzare la visita del presidente di uno stato del Medioriente a Londra, ma i terroristi che hanno nelle mani il bambino intimano ad Harry di uccidere il capo di Stato per avere salva la vita di suo figlio.
- Altri interpreti: Hannah Gordon (Laura Rule), Daron Barnham (Johnny Rule), Jeremy Brett (Kahan), Martin Benson (il presidente), Saeed Jaffrey (l'aiutante del presidente), Desmond Jordan (il dottore), John Gatrell (il maggiordomo), Roshan Seth (un inseguitore), Julian Sherrier, Marc Zuber (due uomini di Kahan)

## L'inseguimento
- Titolo originale: Chase
- Diretto da: Harry Booth
- Scritto da: Brian Clemens

### Trama
Caroline festeggia il compleanno di Harry invitandolo a casa sua, ma lui approfittando della spesa della contessa, si mette involontariamente nei guai soccorrendo un cacciatore che in realtà è un diplomatico del Sudamerica rapito di recente. Viene così coinvolto in un drammatico inseguimento da parte di un gruppo di cacciatori che, in realtà, sono emissari pronti a farli fuori entrambi.
- Altri interpreti: Patrick Magee (Garder), Keith Buckley (Kurt), Donald Eccles (Douglas Perston), Tom Chadbon (Vent), Gertan Klauber (Gromeld), Graham Mallard (un inseguitore), Izabella Teleżyńska (la segretaria di Garder)

## Testimone d'accusa
- Titolo originale: Your Witness
- Diretto da: Jeremy Summers
- Scritto da: Donald James

### Trama
Una ragazza, suo malgrado, si trova ad essere testimone oculare di un omicidio, e il suo amico ingaggia Harry, Caroline e Paul poiché la prendano sotto la loro protezione, poiché lei vuole testimoniare al processo. Durante il viaggio di trasferimento a Parigi, però, la ragazza scompare misteriosamente.
- Altri interpreti: Stephanie Beacham (Christie), George Baker (George Dixon), Judith Arthy (Monique), Georges Lambert (Baynard), Gordon Sterne (il barista), Hugo De Vernier (il croupier)

## Potrebbero essere praticamente ovunque sull'isola
- Titolo originale: It Could Be Practically Anywhere on the Island
- Diretto da: Robert Vaughn
- Scritto da: Tony Barwick

### Trama
A Malta, una donna molto attraente ospite di un hotel denuncia il rapimento del suo cane. Harry, forse anche conquistato dalla sua bellezza, si offre di aiutarla a ritrovare l'animale, ma quando riesce a scoprire chi sono i rapitori (una coppia di fidanzati) subisce una sorta di ricatto: Harry, per avere indietro il cucciolo, viene coinvolto come complice nelle loro losche faccende.
- Altri interpreti: Linda Staab (Linda McCall), Sherwood Price (Felix Costa), Madeline Hinde (Mary Laroche), Michael Da Costa (l'uomo dell'hotel), Peter Fontaine (il barista), Dervos Ward (Jonathan P. Hacket), Vernon Dobtcheff (Joe Flynn), Wendy Hutchinson (signora Hacket), David Glover (il dottore)

- Nota. È l'unico episodio della serie (e di tutte le serie prodotte da Gerry Anderson) ad essere diretto da un componente del cast; rispetto agli altri, ha tratti meno drammatici e più da commedia. Sherwood Price era il delegato di produzione della serie. Linda Staab nel 1974 sposerà Robert Vaughn.

## Il primo cerchio
- Titolo originale: The First Circle
- Diretto da: Don Chaffey
- Scritto da: Tony Barwick

### Trama
Un colonnello reduce dal Vietnam, asserragliato dai poliziotti in un aeroporto abbandonato, spara su coloro che crede siano i suoi nemici; per sbloccare la pericolosa situazione, Harry viene incaricato di spacciarsi come un suo commilitone.
- Altri interpreti: Ed Bishop (Colonnello John Hunter), John Collin (Slade), Sally Bazely (Karen Hunter), Frederick Bennett (l'uomo della sicurezza), George Roubicek (il poliziotto)

## Un caso per la destra
- Titolo originale: A Case for the Right
- Diretto da: Michael Lindsay-Hogg
- Scritto da: Jesse Lasky, Pat Lasky

### Trama
Un uomo misterioso consegna ad Harry una valigetta dal contenuto prezioso e, per assicurarsi non venga persa, gliela ammanetta al polso destro. Deve consegnarla in una villa romana, e Harry incarica Caroline di scoprire chi sia il proprietario della dimora. Viene identificato in un principe che, diversi anni prima, era strettamente legato al regime fascista.
- Altri interpreti: Milo O'Shea (principe Carpiano), Jacques Sernas (Fabrizio), Jeffrey Segal (l'ufficiale)